# Alpharock
Alpharock, de son vrai nom Jeffrey Lens, né le 4 juillet 1994 à Ede (Pays-Bas), est un DJ et producteur musical néerlandais.

## Discographie

### Singles
- 2012 : Division [Squeeze Music]
- 2014 : Drop The Guns [Oxygen]
- 2014 : Get Wild [Oxygen]
- 2014 : Pump This Party [Spinnin Records]
- 2015 : Crossover [Musical Freedom]
- 2015 : Knives (avec Vida) [Doorn Records]
- 2015 : FAWL (From Amsterdam With Love) [Spinnin Records]
- 2015 : Bassface (avec Jaggs) [Revealed Recordings]
- 2015 : Guitar Hero (avec Vida) [Musical Freedom Recs]
- 2016 : Pull The Switch (avec 7skies) [Maxximize]
- 2016 : Legends (avec MOTi) [Spinnin' Records]
- 2016 : The New Normal [Revealed Recordings]
- 2017 : Where U Wanna Be [-]
- 2017 : Up from Here (feat. Rhea Raj) [Metanoia Music]
- 2017 : Rockin' (avec RetroVision) [Future House Music]
- 2017 : Fearless (feat. PollyAnna) [GOLDKID Records]
- 2018 : Zero Gravity (avec Julian Jordan) [STMPD RCRDS]
- 2018 : Miracle (avec Jimmy Clash feat. Heleen) [Metanoia Music]
- 2018 : Promised Land (feat. Robin Valo) [Spinnin Records]
- 2018 : Stars [Spinnin Premium]
- 2018 : LOVE (avec NDR8) [Spinnin Premium]

### Remixes
- 2015 : Vigiland feat. Tham Sway - Shots and Squats (Alpharock Remix) [-]
- 2017 : Martin Garrix & Dua Lipa - Scared to Be Lonely (Alpharock Remix) [STMPD RCRDS]
- 2019 : Steve Void feat. Andy Marsh - Closure (Alpharock Remix) [Strange Fruits]